# Васильев, Кирилл Сергеевич
Кирилл Сергеевич Васильев (род. 11 июля 2003, Подольск, Московская область) — российский хоккеист, защитник.

## Биография
Воспитанник подольского «Витязя», с сезона 2020/21 начал играть в команде МХЛ «Русские витязи». С сезона 2022/23 также дебютировал в КХЛ и в ВХЛ — в составе «Рязани-ВДВ».
Обладатель Кубка регионов (2024) в составе команды НМХЛ «Юнисон-Москва», за которую стал играть в ВХЛ с сезона 2024/25.